# Agustín Pérez Zaragoza
Agustín Pérez-Zaragoza Godínez (¿1780?-siglo XIX), fue un político y escritor español del siglo XIX, muy conocido por la publicación de Galería fúnebre de espectros y sombras ensangrentadas (1831), una exitosa antología de historias y novelas de terror, muy del gusto del Romanticismo dominante en la época. Está considerado como
uno de los primeros narradores de novela gótica en español.

## Biografía
No se tienen datos de su fecha ni lugar de nacimiento, aunque debió de ser alrededor de 1780.
Lo poco que sabemos de su vida lo cuenta él mismo en su obra El fruto de la Religión en la desgracia, escrita y  publicada en Francia y posteriormente en Madrid. Explica que 
desempeñaba "con honor" un destino debido "a la bondad de Carlos IV" y que cuando se produjo la ocupación francesa, "y por un error de cálculo", se mantuvo en el puesto durante el reinado de José I. Tras la derrota napoleónica, fue tildado de colaboracionista y se tiene que exiliar en Francia, instalándose cerca del "caudaloso Garona".
Desesperado y a punto de suicidarse, obtuvo consuelo en la religión y se dedicó a escribir. Sale entonces de su pluma El fruto de la Religión en la desgracia (Madrid,1820).
Con la llegada del Trienio Liberal, vuelve definitivamente a España, desempeñando, a partir de entonces, una intensa actividad publicista.
En 1831 publica su obra más famosa Galería fúnebre de espectros y sombras ensangrentadas que dedica a la reina regente María Cristina.
Durante los tiempos revueltos de la regencia de María Cristina empezará a ocupar distintos puestos en la Administración pública. Por un Real Decreto firmado el 14 de abril de 1834 en Aranjuez, se le nombra secretario de la Subdelegación de Fomento, en Ávila, y aclara que hasta ese momento había sido "empleado en la Renta de Loterías".
Después desempeñó el cargo de gobernador civil interino en Lérida (1834), secretario del Gobierno Civil de Zaragoza y después gobernador civil interino (1835), gobernador civil de Huesca (1835), gobernador civil interino de Gerona (1837) y gobernador civil de Castellón (1838).
A partir de estas fechas no se conocen más noticias de él, ni siquiera sobre su fallecimiento.

## Obras selectas
Publicó en 1820, bajo el seudónimo de A. Zeper Gazoaraz, anagrama de su verdadero nombre, una Memoria de la vida política y religiosa de los jesuitas, donde se prueba que no han debido volver a España por ser perjudiciales a la religión y al Estado. Escrita en obsequio de Dios, del Rey y de la Patria (Madrid, 1820).
En 1821 aparece en Madrid, publicado en cuatro volúmenes, El remedio de la melancolía, la floresta del año, o colección de recreaciones jocosas e instructivas. Se trata de una obra en la que el autor recoge "anécdotas, apotegmas, dichos notables, agudezas, aventuras, sentencias, sucesos raros y desconocidos, ejemplos memorables, chanzas ligeras, singulares rasgos históricos, juegos de sutileza y baraja, problemas de aritmética, geometría y física, los más fáciles, agradables e interesantes". Esta obra fue incluida por la Iglesia Católica en el Índice de libros prohibidos (decreto del 11-VI-1827).
Tradujo del francés una Historia de zorrastrones, o descubrimiento interesante de las finas y diabólicas astucias de los caballeros de industria, rateros y estafadores,  publicada en dos volúmenes (Madrid, 1821). En ella explica el autor "detalladamente todas las sutilezas, estratagemas y ardides los mas finos é inauditos que emplean los caballeros de industria y gentiles hombres de ganzua, para robar sin estrépito en las poblaciones, y con menos esposicion que los salteadores de caminos".
Publicó también un extenso recetario de cocina titulado La nueva cocinera curiosa y económica y su marido el repostero famoso, amigo de los golosos (Madrid 1822), que según escribe el autor, es una obra de interés para "toda clase de personas que quieran comer bien con poco dinero". Está dividida en tres partes y publicada en tres volúmenes:
- Tomo primero: La nueva cocinera curiosa y económica. Recetario de sopas y guisados, recetas de carne, caza, pescado y verduras.
- Tomo segundo: El repostero famoso amigo de los golosos, segunda parte de la madre de las obras. Contiene recetas de compotas, mermeladas de frutas, cremas para los postres, dulces, conservas, confites, anises, grageas, pastillas, instrucciones sobre la destilacion y composicion de licores, aceites, ratafias, etc.
- Tomo tercero: Apéndice a la madre de las obras, o sea, tomo tercero de la cocinera económica y el repostero famoso amigo de los golosos, complemento a los dos primeros tomos con recetas que, según el autor, "ayudan a perfeccionar la obra".[5]

## Galería fúnebre de espectros y sombras ensangrentadas
Su obra más conocida, y que tuvo mucho éxito en su época, es Galería fúnebre de espectros y sombras ensangrentadas, o sea el historiador trágico de las catástrofes del linaje humano (Madrid, 1831) publicada en doce tomos y dedicada a la reina regente María Cristina de Borbón.
Se trata de una colección de novelas góticas, que aunque el autor hizo pasar por obra original, fruto de su inspiración, con algún suceso tomado de aquí y de allá, "desde muy pronto la crítica contemporánea sospechó mayores débitos".
Pérez-Zaragoza traduce y adapta las historias de una antología de relatos de J. P. R. Cuisin (1777-1845) publicada en Francia en 1820: Les Ombres sanglantes, galerie funèbre de prodiges, événemens merveilleux, apparitions nocturnes...
Pérez-Zaragoza, además del título, toma la mayor parte de las novelas que contiene la obra francesa, así como, de manera particularmente interesante, la "Introduction".

Explica nuestro autor en el prólogo: 

"...escribiré sólo para las personas de una imaginación viva y exaltada por las impresiones fuertes, y de una alma sensible. Pretendo fijar su atención presentándoles cuadros terribles y combinaciones espantosas: trato de reunir bajo ciertos casos históricos todo lo que el prodigio de la magia, todo lo que los prestigios de lo maravilloso pueden ofrecer de singular y extraordinario a los ojos de los hombres".

La obra contiene 21 "historias trágicas" y tres novelas pudiendo citar entre todas ellas, como las más famosas, las tituladas La princesa de Lipno o El retrete del placer criminal (Tomo II), El alcalde de Nóchera, o Nicolo, señor de Forliño (Tomo II), La duquesa de Malfi (Tomo III) y Dompareli Bocanegra (Tomo V). Ver lista completa de historias en referencia.
Cita Larra la obra, calificándola veladamente de mal gusto, en su artículo «¿Quién es el público y dónde se le encuentra?» publicado en El Pobrecito Hablador (1832):
"¿Será el público el que compra la Galería fúnebre de espectros y sombras ensangrentadas, y las poesías de Salas, o el que deja en la librería las Vidas de los españoles célebres y la traducción de la Ilíada?"

### Reediciones de sus historias
Juan José López Ibor incluye en el primer volumen de su Antología de cuentos de misterio y terror (Editorial Labor, 1958) la historia titulada Miladi Herwort y Miss Clarisa, o Bristol, el carnicero asesino (Historia trágica 1ª, tomo I).
La  princesa de Lipno o el retrete del placer criminal (Historia trágica 3ª, tomo II) fue incluida en Cuentos de terror (1963), edición preparada por Rafael Llopis para  Editorial Taurus
y luego reeditada por Alianza Editorial en la Antología de cuentos de terror, 1 (1981).
José Luis Guarner en su Antología de la literatura fantástica española (Editorial Bruguera, 1969) incluye Dompareli Bocanegra (Historia trágica 12ª, tomo V).
Los seis primeros tomos (trece historias trágicas y dos novelas) fueron reeditados por Luis Alberto de Cuenca (Editora Nacional, 1977), con láminas calcográficas.